# Franca Gonella
Pour les articles homonymes, voir Gonella.
Franca Gonella, née le 29 février 1952 à Turin (Piémont), est une actrice italienne.

## Biographie
Diplômée en histoire du cinéma et du théâtre à l'université de Turin, où elle a étudié avec Gianni Rondolino et Gianni Vattimo, elle devient ensuite actrice de théâtre et est remarquée par l'acteur Pino Ferrara, qui la présente au réalisateur Mariano Laurenti, qui la fait débuter au cinéma avec le film Cerca di capirmi (it) (1970), avec Massimo Ranieri et Beba Loncar.
En 1972, elle fait ses débuts dans le cinéma érotique avec les films Les Contes pervers de l'Arétin, et Les Contes interdits de l'Arétin, le premier réalisé par Silvio Amadio, le second par Enrico Bomba. Ces films ont été suivis par d'autres titres du même genre, dans lesquels Gonella a joué des rôles de protagonistes, comme Caresses italiennes (it) et Una vergine in famiglia (it), tous deux datant de 1975. À chaque fois qu'elle joue dans des films érotiques, elle n'hésite pas à apparaître intégralement nue et à interpréter des scènes charnelles.
Pour ses prestations dans les films Una vergine in famiglia (it) et Caresses italiennes (it), l'actrice a été sanctionnée à deux reprises par le tribunal de Latina en 1976, la première fois parce qu'elle était accusée d'être contre l'institution de la famille, la seconde pour le délit d'obscénité, ce qui a donné lieu à deux condamnations pénales en première instance, verdicts qui ont ensuite été annulés en seconde instance,.
Son activité artistique diminue dans les années 1980, au cours desquelles elle participe à quelques films comme La Guérilléra (1982) de Pierre Kast  ou L'ultimo giorno (it) (1985) d'Amasi Damiani. Sa dernière apparition, en 1990, est dans le film Odore di spigo (it) du même Amasi Damiani. Elle s'est ensuite retiré de la scène et s'est tourné vers l'entreprenariat en créant une société d'informatique. En 1992, elle produit le documentaire Noto, Mandorli, Vulcano, Stromboli, Carnevale, réalisé par Michelangelo Antonioni. En 2001, elle est membre de la Commission d'étude pour le développement de la virtualisation du patrimoine historique, artistique et culturel de l'Italie du ministère des Biens et Activités culturels.
En 2012, elle fait un court retour au cinéma en apparaissant dans Il Notturno di Chopin d'Aldo Lado.

## Filmographie partielle
- 1970 : Cerca di capirmi (it) de Mariano Laurenti
- 1972 : Les Contes pervers de l'Arétin (E si salvo solo l'Aretino Pietro con una mano avanti e l'altra dietro...) de Silvio Amadio
- 1972 : Les Contes interdits de l'Arétin (L'Aretino nei suoi ragionamenti sulle cortigiane, le maritate e... i cornuti contenti) d'Enrico Bomba
- 1972 : Rosina Fumo viene in città... per farsi il corredo (it) de Claudio Gora
- 1973 : Les Aventures amoureuses de Scaramouche (Da Scaramouche or se vuoi l'assoluzione baciar devi sto... cordone!) de Gianfranco Baldanello
- 1973 : Quando i califfi avevano le corna d'Amasi Damiani
- 1973 : Révélations d'un psychiatre sur le monde du sexe (it) (Rivelazioni di uno psichiatra sul mondo perverso del sesso) de Renato Polselli
- 1974 : Verginità (it) de Marcello Andrei
- 1974 : Zelda d'Alberto Cavallone
- 1975 : Diabolicamente... Letizia de Salvatore Bugnatelli
- 1975 : Caresses italiennes (it) (La bolognese) d'Alfredo Rizzo
- 1975 : Una vergine in famiglia (it) de Mario Siciliano
- 1975 : Violence à Rome (I violenti di Roma bene) de Sergio Grieco
- 1976 : Campagnola bella (it) de Mario Siciliano
- 1976 : La casa (it) d'Angelino Fons
- 1982 : La Guérilléra de Pierre Kast
- 1985 : L'ultimo giorno (it) d'Amasi Damiani
- 1987 : Missione eroica: I pompieri 2 (it) de Giorgio Capitani
- 1987 : Una storia importante (it) d'Amasi Damiani
- 1988 : Odore di spigo (it) d'Amasi Damiani
- 2012 : Il Notturno di Chopin d'Aldo Lado